# Brachiation
La brachiation (du latin brachium, « bras ») est le mode de locomotion arboricole de certaines espèces de primates (comme le gibbon ou l'orang-outan) par balancement d'une branche à l'autre à l'aide des bras.
Les primates pratiquant la brachiation présentent plusieurs adaptations à cet effet : vertèbre lombaire courte et stable, longue main en crochet, ongles courts (au lieu de griffes), doigts longs et recourbés, pouces réduits, membres antérieurs allongés et poignets souples (leurs os formant une boule logée dans une cavité), ce qui permet de moins solliciter les épaules. Une hypothèse est que l'ancêtre commun des hominidés ait été un grimpeur arboricole brachiateur, les hommes modernes en ayant conservé de nombreuses caractéristiques physiques, notamment les articulations flexibles des doigts et des épaules. L'homme moderne se serait spécialisé dans la bipédie, le gorille et le chimpanzé dans le knuckle-walking.